# Ægholm (Nyord Sogn)
 For alternative betydninger, se Ægholm. (Se også artikler, som begynder med Ægholm)
Ægholm er en lille ø nord for Nyord (Nyord Sogn), i farvandet  mellem Møn og Sjælland. Den er på 1,8 ha og er fuglereservat under Fugleværnsfonden, der købte den i 1969 som sin første erhvervelse. Det er samtidig en del af Natura 2000-område 168 Havet og kysten mellem Præstø Fjord og Grønsund, og både Ramsarområde, EU-habitatområde og Fuglebeskyttelsesområde. Der er adgangsforbud hele året på Ægholm, og sejlads er kun tilladt ind til en afstand af 50 meter fra øen. 
Ægholm er en af Danmarks cirka 350 ubeboede småøer, der er af stor betydning for en lang rækker arter af kolonirugende kystfugle. Der yngler rundt regnet 600 par skarver på Ægholm. Også ederfuglen er talrig med op imod 100 ynglepar i gavmilde sæsoner. 

## Eksterne kilder og henvisninger
- fuglevaernsfonden.dk om Ægholm
- vandognatur.dk 168 (Webside ikke længere tilgængelig)